# Masacre de Gwangju
La masacre de Gwangju, también conocida como Movimiento Democrático de Gwangju (Hangul: 광주 민주화 운동; Hanja: 光州民主化運動; RR: Gwangju Minjuhwa Undong) o Levantamiento de Gwangju hace referencia al alzamiento popular ocurrido en la ciudad de Gwangju, Corea del Sur, del 18 al 27 de mayo de 1980.
La dictadura surcoreana afirmó que habrían muerto hasta 165 personas, mientras que las estimaciones no oficiales sugerían que habrían muerto entre 1000 y 2000 civiles.
Durante este periodo, los ciudadanos se levantaron contra la dictadura de Chun Doo-hwan y tomaron el control de la ciudad. Durante el transcurso del alzamiento, ciudadanos tomaron armas (robadas de estaciones de policía y depósitos militares) para oponerse al gobierno, pero fueron finalmente vencidos por el ejército surcoreano. El suceso es a veces llamado 5·18 (18 de mayo), en referencia al día en que comenzó el levantamiento.
Durante el mandato de Chun Doo-hwan, el incidente fue tergiversado por los medios como si se tratara de una rebelión inspirada por simpatizantes comunistas.
En 2002, se estableció un cementerio nacional y día de conmemoración (18 de mayo) así como diversos actos para "compensar y restaurar el honor" de las víctimas.

## Antecedentes
El dictador Park Chung-hee, tras 18 años de mandato, fue asesinado el 26 de octubre de 1979. Este abrupto final de un régimen autoritario dejó a la política coreana en un estado de inestabilidad. El nuevo presidente Choi Kyu-hah y sus ministros tenían poco control sobre el creciente poder del general del Ejército de la República de Corea, Chun Doo-hwan, quien tomó control del gobierno a través del golpe de Estado del 12 de diciembre de ese mismo año.
Los movimientos de democratización de la nación, que habían sido reprimidos durante el mandato de Park, despertaron de nuevo. Con el inicio de un nuevo semestre en marzo de 1980, profesores y estudiantes que habían sido expulsados por actividades a favor de la democracia volvieron a sus universidades, y se formaron sindicatos de estudiantes. Estos sindicatos llevaron a cabo manifestaciones en todo el país para conseguir una serie de reformas, incluyendo el fin de la ley marcial (declarada después del asesinato de Park), la democratización, la creación de un salario mínimo y la libertad de prensa. Estas actividades culminaron en la manifestación anti ley marcial el 15 de mayo en la Estación de Seúl, en la que participaron 100.000 estudiantes y ciudadanos.
Como respuesta, Chun Doo-hwan realizó varias medidas represivas. El 17 de mayo, Chun Doo-hwan forzó a los ministros a ampliar la ley marcial, que previamente no se había aplicado a Jeju-do, a todo el país. La ampliación de la ley marcial cerró universidades, prohibió las actividades políticas y restringió aún más la prensa. Para hacer cumplir la ley marcial, las tropas fueron enviadas a diversas partes del país. El mismo día, el Comando de Seguridad de Defensa allanó una conferencia nacional de dirigentes estudiantiles de 55 universidades, que se habían reunido para hablar de sus próximos movimientos en la manifestación del 15 de mayo. 26 políticos, incluyendo Kim Dae-jung de Jeolla del Sur, fueron arrestados acusados de instigar las manifestaciones.
Las subsiguientes luchas se centraron en la zona de Jeolla del Sur, especialmente en la entonces capital provincial Gwangju, por una serie de razones políticas y geográficas complejas. Estos factores fueron profundos y contemporáneos:
la región de [Jeolla, o Honam] es el granero de Corea. Sin embargo, debido a sus abundantes recursos naturales, el área de Jeolla ha sido históricamente objetivo de explotación por parte de poderes nacionales y extranjeros.
Esto ha alimentado una cultura de oposición como se constata, por ejemplo, en la Revolución Campesina Donghak, el Gwangju Students Movement, la Yeosu-Suncheon Rebellion o la resistencia de la región a las Invasiones japonesas de Corea (1592-1598). Más recientemente, bajo la Tercera República de Corea del Sur y Cuarta República de Corea del Sur,
la dictadura de Park Chung Hee mostró favores políticos y económicos para con su región nativa de Gyeongsang en el sureste, a costa de la región de Jeolla en el suroeste. Esta última se convirtió en el foco real de la oposición política a la dictadura, que a su vez dio lugar a una mayor discriminación por parte del centro. Finalmente, en mayo de 1980, la ciudad de Gwangju en la provincia de Jeolla del Sur estalló en un alzamiento popular contra el nuevo hombre fuerte del ejército, el general Chun Doo Hwan, que respondió con un baño de sangre que mató a cientos de ciudadanos de Gwangju.

### 18-21 de mayo

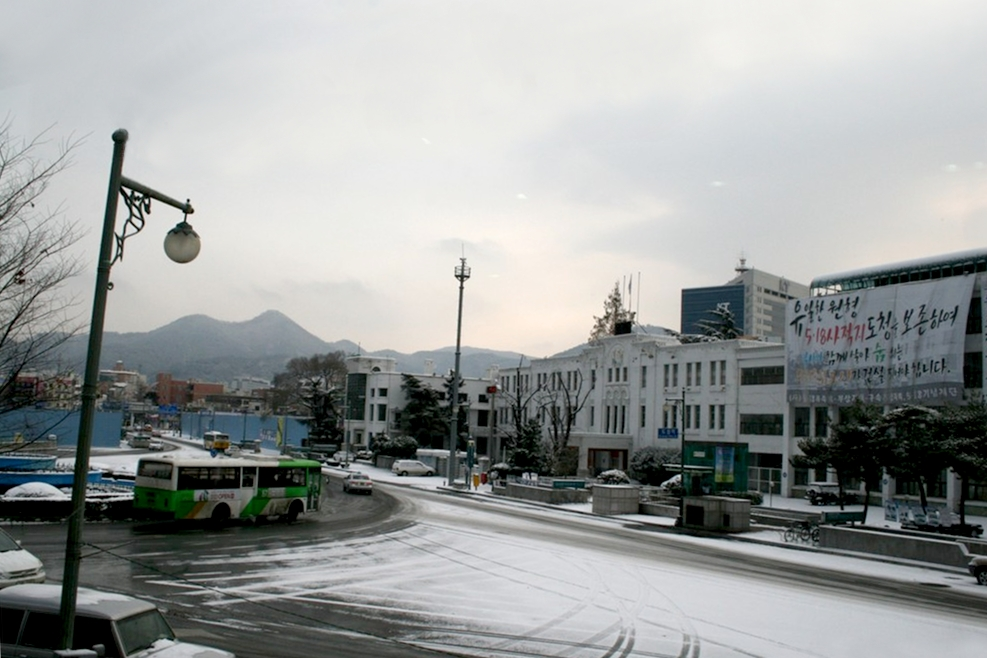
El antiguo edificio de la oficina provincial de Jeolla del Sur.

## Bajas

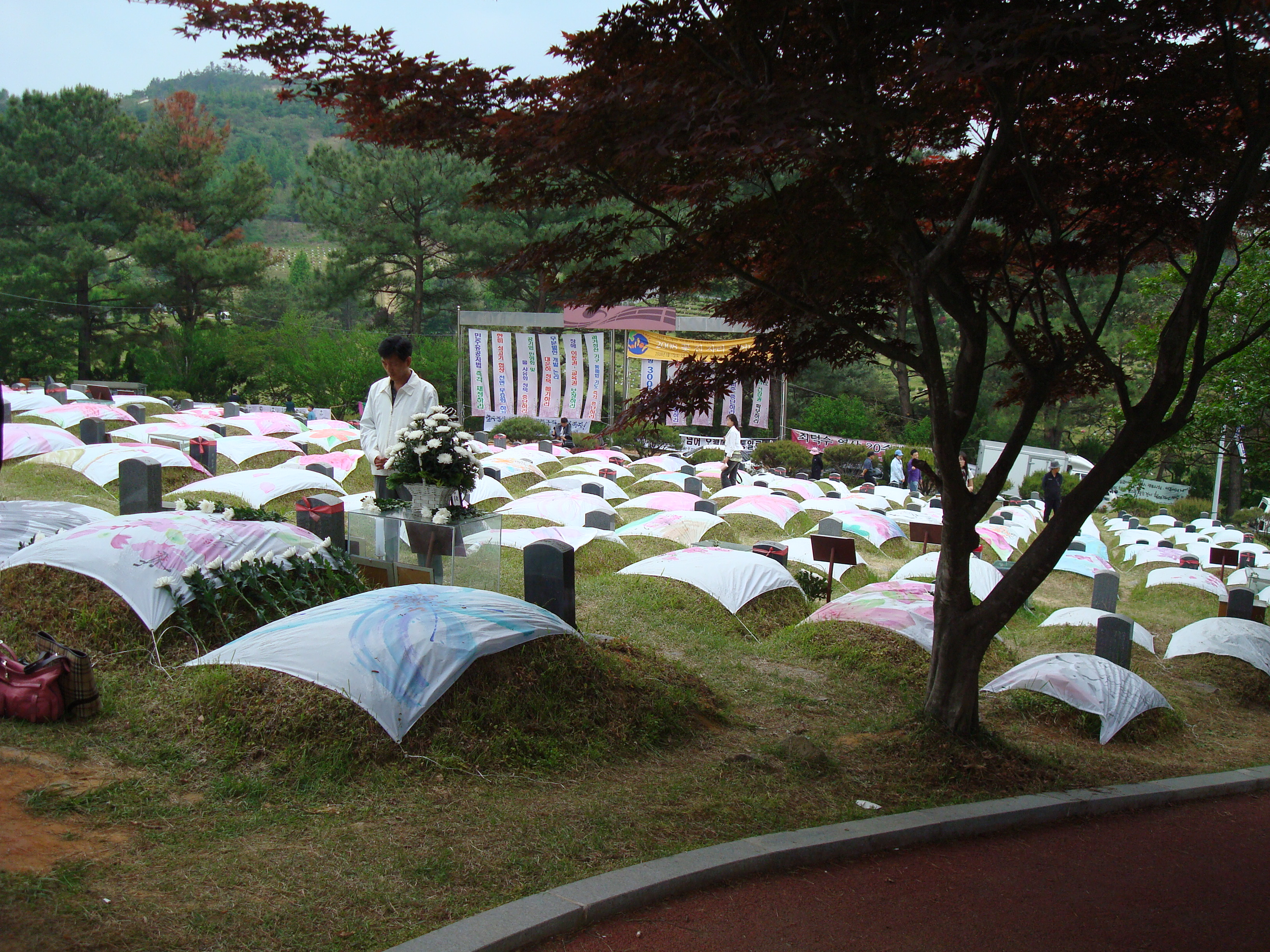
Cementerio Mangwol-dong en Gwangju donde los cuerpos de las víctimas fueron enterrados.

No existe un número de muertos universalmente aceptado para el Levantamiento de Gwangju de 1980. Las cifras oficiales dadas a conocer por el Comando de la Ley Marcial puso la cifra de muertos en 144 civiles, 22 soldados y 4 policías muertos, con 127 civiles, 109 soldados y 144 policías heridos. Las personas que intentaban cuestionar estas cifras podían ser detenidos acusados de "difundir rumores falsos".
Según la Asociación de Familiares Afligidos del 18 de mayo, al menos 165 personas murieron entre el 18 y el 27 de mayo. Otras 65 están aun desaparecidas y se las presupone muertas. 23 soldados y 4 policías fueron asesinados durante el alzamiento, incluyendo 13 soldados asesinados en el incidente de fuego amigo entre tropas ocurrido en Songam-dong. Las cifras de víctimas policiales tienden a ser más altas, debido a reportes de varios policías que fueron ellos mismos asesinados por los soldados por haber liberado a manifestantes capturados.
Las cifras oficiales han sido criticadas por ser demasiado bajas. Según informes de fuentes de prensa extranjera y críticos de la administración de Chun Doo-hwan, se ha argumentado que el número actual de muertes está en el rango de 1000 a 2000.

## Consecuencias
El gobierno denunció el levantamiento como una rebelión instigada por Kim Dae-jung y sus seguidores. En juicios posteriores, Kim fue condenando y sentenciado a muerte, aunque su castigo fue reducido después en respuesta a las protestas internacionales. En total 1394 personas fueron arrestadas por alguna participación en el incidente Gwangju y 427 fueron acusados formalmente, de los cuales 7 recibieron sentencia de muerte y 12 cadena perpetua.
La masacre de Gwangju tuvo un impacto profundo en la política e historia de Corea del Sur. Chun Doo-hwan había sufrido caídas en su popularidad debido a que había tomado el poder mediante un golpe de Estado, pero después de autorizar el envío de fuerzas especiales contra los ciudadanos, su legitimidad quedó dañada de manera significativa. El suceso también allanó el camino para los movimientos posteriores en la década de 1980 que, con el tiempo, llevaron la democracia a Corea del Sur. La masacre de Gwangju se ha convertido en un símbolo de la lucha de los surcoreanos contra los regímenes autoritarios y su lucha por la democracia.
A partir de 2000, la Fundación para la memoria del 18 de mayo ha ofrecido un Premio Gwangju para los Derechos Humanos anual a un notable defensor de los derechos humanos en memoria del levantamiento.

## Revaluación
El movimiento de democratización de Gwangju ha sido una oportunidad decisiva para el desarrollo de la democracia.
El movimiento de democratización de Gwangju reveló la voluntad de los ciudadanos y el pueblo hacia la democracia por interior y exterior del país. Además, con la exposición de la barbaridad de la dictadura antidemocrática y militar al mundo, ha debilitado enormemente la posición del régimen de dictadura militar. Y fue un acontecimiento que mostró la voluntad del pueblo de luchar por la democracia, y en junio de 1987 se convirtió en La Lucha Democrática de Junio.
El Movimiento de Democratización de Gwangju dejó una lección dolorosa de que la lucha por la democracia sólo puede lograr buenos resultados cuando seguía la resistencia y solidaridad a escala nacional sin permanecer en una sola región. Y el movimiento de democratización de Gwangju también ha afectado al movimiento de democratización de otros países. 
La Organización de las Naciones Unidas para Educación, Ciencia y Cultura (UNESCO) estimó que el movimiento de democratización afectó a varios movimientos democráticos ocurridos en Asia, como Filipinas, Tailandia, China y Vietnam, así como en Corea del Sur en los años ochenta.

## Distorsión por parte de los medios en el momento del incidente
El nuevo departamento militar organizó un 'escuadrón de prensa' centrado en los oficiales de seguridad y llevó a cabo la censura de prensa en todos los medios, incluidos periódicos, radiodifusión, radio y revistas, y eliminó más de 1 millón de casos. Después del movimiento de democratización del 18 de mayo, el 20 de mayo, periodistas conscientes como Dong-A periódico, JoongAng periódico, Kyunghyang periódico, Munhwa periódico solicitaron informar sobre los hechos. El Chosun periódico comenzó a rechazar la producción el 21 de mayo, exigiendo la abolición completa del informe de hechos del 18 de mayo y la censura de los informes. Sin embargo, el nuevo ejército fue completamente ignorado.